# Томислав Момировић
Томислав Момировић (Београд, 17. октобар 1983), познат и по надимку Тома Мона, српски је правник, хотелијер и политичар. Био је министар унутрашње и спољне трговине (2022−2024), као и министар грађевинарства, саобраћаја и инфраструктуре у Влади Републике Србије (2020−2022).

## Биографија
Рођен је у Београду 17. октобра 1983. године. Дипломирао је на Правном факултету у Београду. Године 2007. је постао саветник у предузећу „Мона д.о.о.”, због чега и добија надимак Тома Мона. Године 2011. се из поменуте компаније издваја компанија „Mona Hotel Managment d.o.o.”, а Момировић постаје њен генерални директор. У оквиру компаније се налазе хотели у Србији (Београд и Чајетина) и Црној Гори (Будва). Године 2016. је постао председник поменуте хотелске компаније. Током његовог директорског мандата реализована је највећа инвестиција ове компаније, а то је изградња новог луксузног хотела на Дорћолу („Мона Плаза”).
Од 2009. је активан у ХОРЕС-у (Удружење хотелијера и ресторатера Републике Србије). Био је председник Управног одбора и председник Скупштине ХОРЕС-а, а тренутно је председник овог удружења.
Активним ангажовањем Момировића и његовог тима је издејствовано да ПДВ на смештај порасте за 10%, а не за 20% како је првобитно планирано. Такође се активно залаже за умерено повећање минималне цене рада, што је у интересу привредника.
Био је кандидат за министра привреде 2020. године, али је ипак одлучено да ће он постати министар грађевинарства, саобраћаја и инфраструктуре Републике Србије.
Током грађанских протеста због неодговорности надлежних и непоступања тужилаштва поводом колапса надстрешнице на Железничкој станици у Новом Саду, када је погинуло 16 особа, 20. новембра 2024. године Момировић је поднео оставку. Ресор грађевинарства Момировић је водио током реконструкције Железничке станице у Новом Саду, која је први пут свечано отворена у марту 2022. а други пут у јулу 2024.
Заговорник је политике актуелног председника Србије Александра Вучића.
Добитник је Јунске награде општине Ивањица за развој инфраструктуре у овој општини. Одликован је златном Медаљом за заслуге (2024).

## Политичка каријера
У кабинету премијера Милоша Вучевића, Момировић је постављен за министра унутрашње и спољне трговине.
Након урушавања надстрешнице новосадске железничке станице 1. новембра 2024. године и смрти 16 људи, Момировић је 20. новембра најавио оставку.